# Nets de Long Island
Pour les articles homonymes, voir Nets.
Les Nets de Long Island (Long Island Nets en anglais) sont une équipe américaine franchisée de la NBA Gatorade League, ligue américaine mineure de basket-ball créée et dirigée par la NBA, sous la gouverne des Nets de Brooklyn à l'échelon supérieur. Elle est domiciliée à Uniondale, sur l'île de Long Island, dans l'État de New York. Les Nets de Long Island sont la douzième équipe de D-League à être détenue par une équipe NBA.

## Historique
Les Nets, achetée par les Nets de Brooklyn, commencent à jouer en début de saison 2016-2017.
Ils jouent leurs matchs à domicile dans le Barclays Center lors de la première saison, puis au Nassau Veterans Memorial Coliseum, à Uniondale, à compter de la saison 2017-2018.

### Saison 2016-2017: Les débuts
Le 15 avril 2016, Ronald Nored est engagé en tant qu'entraîneur. Il connaît des débuts difficiles, car l’équipe ne remporte que deux de ses treize premières rencontres. Seul Chris McCullough tire un peu son épingle du jeu, inscrivant 18,1 points pour 7,7 rebonds. Mais tout n’est pas simple pour lui non plus, car il fait l’objet de nombreuses assignations et rappels de sa franchise mère, parfois au sein d’une même journée. Avec 17 succès en 50 matchs, la première saison se termine avec seulement 34 % de victoires, bien loin des playoffs.

### Saison 2017-2018
En début de la saison 2017-2018, des espoirs de progression existent pour les Nets, car dans une ligue qui fait la part belle aux meneurs (les grands pivots sont peuvent avoir plus d’argent ailleurs) ils ont deux joueurs de grande taille qui peuvent jouer, Prince Ibeh et Kendall Gray. Ce n’est pourtant pas sur eux que Ronald Nored va compter, mais plutôt sur Isaiah Whitehead (22,3 points) ou Milton Doyle (20,5 points et 6,2 rebonds). La stabilité de l’effectif aide, et cette fois le bilan est positif, avec 54 % de victoires. Malgré tout, les playoffs ne sont toujours pas d’actualité.

### Saison 2018-2019: Première qualification en playoffs
Nored est remplacé en 2018 par Will Weaver. Dès le début de la saison 2018-2019, l’influence des Nets de Brooklyn se fait sentir, avec quatre joueurs NBA dans le cinq majeur du premier match : Alan Williams, Theo Pinson, Dzanan Musa et Rodions Kurucs. Les deux premiers assurent d’ailleurs, et sont choisis dans l’équipe type de la conférence Est de mi-saison. Entre le 21 février et le 13 mars ils connaissent une belle série de dix victoires consécutives. De fait, Will Weaver est entraîneur du mois en mars 2019. Avec 68% de victoires, ils connaissent leur première qualification en playoffs. Si le premier tour est passé sans trop de difficulté, 112-99 face aux Raptors 905, il n’en est pas de même en finale de conférence contre le Magic de Lakeland. Tout se joue à 1,1 seconde de la fin de la prolongation. Les Nets ont alors un point de retard, et c’est Theo Pinson qui qualifie les siens, 108-106, grâce à un tir à trois points. Long Island échoue ensuite en finale, perdant 2 à 1 dans la série, contre les Vipers de Rio Grande Valley. En conclusion de l’exercice, Will Weaver est nommé entraîneur de l'année, tandis que Trajan Langdon est choisi comme exécutif de l'année. 10 jours plus tard, Alan Williams est nommé dans la 1ere équipe de G-League de l'année, tandis que Theo Pinson est choisi dans la seconde.

### Saison 2019-2020
Le 5 septembre 2019, Shaun Fein est choisi pour être le nouvel entraîneur de l’équipe. Fein était présent depuis trois ans dans le staff des Nets de Brooklyn, mais sa seule expérience comme entraîneur s’est déroulée en 2015-2016, lorsqu’il a été assistant aux Red Claws du Maine. L’ensemble de l’effectif est aussi complètement renouvelé, et Fein veut jouer sur un rythme rapide mais organisé. L'alchimie met du temps à opérer, car l’équipe ne remporte que deux de ses onze premiers matchs. Par la suite, les choses s’améliorent un peu, mais l'instabilité de l’effectif ne permet pas d’enchaîner les victoires. Un passage positif est tout de même à noter, avec 9 succès pour 3 revers entre le 29 janvier et le 4 mars 2020. La saison s’achève prématurément à cause de l’épidémie de Covid-19, avec un bilan de 19-23. 

### Saison 2020-2021
Le 15 décembre 2020, alors que le nouvel exercice n'a pas encore débuté, l'équipe change à nouveau d'entraîneur. Bret Brielmaier devient le quatrième entraîneur des Nets. Comme son prédécesseur il était entraîneur adjoint aux Nets de Brooklyn.

### Logos

Logo des Nets de Long Island

## Résultats sportifs

### Palmarès
| Palmarès du Nets de Long Island                                                                    |
| - NBA Gatorade League : - 4 saisons disputées - 1 participation en playoffs - Finaliste : 1 (2019) |

### Saison par saison
| Nets de Long Island       |                           |                           |    |    |      |           |  |
| 2016-2017                 | Atlantique                | 5e                        | 17 | 33 | 34,0 |           |  |
| 2017-2018                 | Atlantique                | 3e                        | 27 | 13 | 54,0 |           |  |
| 2018-2019                 | Atlantique                | 1er                       | 34 | 16 | 68,0 | Finaliste |  |
| 2019-2020                 | Atlantique                | 4e                        | 19 | 23 | 45,2 |           |  |
| Bilan en saison régulière | Bilan en saison régulière | Bilan en saison régulière | 97 | 95 | 50,5 |           |  |
| Bilan en playoffs         | Bilan en playoffs         | Bilan en playoffs         | 3  | 2  | 60,0 |           |  |

## Personnalités et joueurs du club

### Entraîneurs successifs
Le tableau suivant présente la liste des entraîneurs du club depuis 2016.
| # | Entraîneur           | Période   | Saison régulière | Saison régulière | Saison régulière | Saison régulière | Playoffs | Playoffs | Playoffs | Playoffs | Récompenses                  |
| # | Entraîneur           | Période   | M                | V                | D                | %                | M        | V        | D        | %        | Récompenses                  |
| - | -------------------- | --------- | ---------------- | ---------------- | ---------------- | ---------------- | -------- | -------- | -------- | -------- | ---------------------------- |
| 1 | Ronald Nored (en)    | 2016-2018 | 100              | 44               | 56               | 44,0             | -        | -        | -        | -        |                              |
| 2 | Will Weaver (en)     | 2018-2019 | 50               | 34               | 16               | 68,0             | 5        | 3        | 2        | 60,0     | Entraîneur de l'année (2019) |
| 3 | Shaun Fein           | 2019-2020 | 42               | 19               | 23               | 45,2             | -        | -        | -        | -        |                              |
| 4 | Bret Brielmaier (en) | 2020-2021 | -                | -                | -                | -                | -        | -        | -        | -        | -                            |
| 5 | Adam Caporn (en)     | 2021-2022 | -                | -                | -                | -                | -        | -        | -        | -        | -                            |
| 6 | Ronnie Burrell (en)  | 2022-2023 | -                | -                | -                | -                | -        | -        | -        | -        | -                            |